# Liste der Wappen im Landkreis Goslar
Diese Liste beinhaltet alle in der Wikipedia gelisteten Wappen des Landkreises Goslar in Niedersachsen.

## Landkreis Goslar und Vorgängerkreise
| Landkreis             | Wappen                             | Kommentare |
| --------------------- | ---------------------------------- | --- |
| Goslar                |                                    | Genehmigt durch das Preußische Staatsministerium am 29. April 1929: „In mit roten Herzen bestreutem goldenem Feld ein rot bewehrter blauer Löwe, der in den Vorderpranken ein silbernes Horn mit dem Mundstück nach rechts unten hält.“ Am 1. April 1885 wurden in der preußischen Provinz Hannover die Ämter Liebenburg und Wöltingerode mit der Stadt Goslar zum Landkreis Goslar zusammengelegt. |
| Blankenburg 1945–1972 | Wappen des Landkreises Blankenburg | Genehmigt durch den Niedersächsischen Minister des Innern am 25. Juni 1956: „In Silber über grünem Dreiberg eine gebogene schwarze Hirschstange.“ Der niedersächsische Landkreis Blankenburg wurde zum 1. Juli 1972 aufgelöst, seine Gemeinden zwischen den Landkreisen Goslar und Osterode am Harz aufgeteilt.                                                                                     |
| Gandersheim 1960–1977 | Wappen des Landkreises Gandersheim | Genehmigt durch den Niedersächsischen Minister des Innern am 11. Januar 1960: „Gespalten von Schwarz und Gold, belegt mit zwei herschauenden rot bewehrten Löwen in verwechsleten Farben.“ Der Landkreis Gandersheim wurde zum 1. August 1977 aufgelöst, seine Gemeinden zwischen den Landkreisen Goslar und Northeim aufgeteilt.                                                                   |
| Zellerfeld 1930–1972  | Wappen des Landkreises Zellerfeld  | Genehmigt durch das Preußische Staatsministerium am 28. Januar 1930: „In rot drei goldene Balken, überdeckt von dem Welfenroß (ein silbernes, springendes Pferd).“ Der niedersächsische Landkreis Zellerfeld wurde zum 1. Juli 1972 aufgelöst, seine Gemeinden zwischen den Landkreisen Goslar und Osterode am Harz aufgeteilt .                                                                    |

## Ehemalige Samtgemeinden
Die zum 1. November 2021 aufgelöste Samtgemeinde Lutter am Barenberge führte keine Wappen.
| Samtgemeinde | Wappen | Kommentare |
| ------------ | ------ | --- |
| Oberharz     |        | Genehmigt ????: „In rot drei goldene Balken, überdeckt von dem Welfenroß (ein silbernes, springendes Pferd).“ Zum 1. Januar 2015 wurde die Samtgemeinde Oberharz aufgelöst. Aus den ihr angehörenden Kommunen Bergstadt Clausthal-Zellerfeld, Bergstadt Altenau, Bergstadt Wildemann und Gemeinde Schulenberg im Oberharz wurde die Berg- und Universitätsstadt Clausthal-Zellerfeld neu gebildet. |

## Städte und Gemeinden
| Stadt oder Gemeinde                              | Wappen | Kommentare |
| ------------------------------------------------ | ------ | --- |
| Stadt Bad Harzburg                               |        | Das vom herzoglichen Landesarchivar Dr. Paul Zimmermann entworfene Wappen wurde dem vormaligen Flecken Neustadt-Harzburg, der zum 1. April 1894 zur Stadt mit dem Namen Bad Harzburg erhoben wurde, verliehen durch den Regenten des Herzogtums Braunschweig, Prinz Albrecht von Preußen, am 5. Dezember 1894: Das Wappen der Stadt zeigt: „In Blau eine weiße, mit Zinnen versehene Burg mit zwei Türmen; zwischen ihnen ein wachender, laubbekränzter und laubumschürzter wilder Mann, der in der Linken eine grüne Tanne hält, in der Türöffnung ein von Rot und Gold gespaltener Schild, am Spalt rechts: zwei übereinander hervorbrechende, nach vorn sehende goldene Löwen, links: ein halber rotbewehrter, schwarzer Adler.“ |
| Stadt Braunlage                                  |        | Verliehen durch den Reichsstatthalter von Anhalt und Braunschweig 1935: „In Silber auf drei grünen Hügeln drei grüne Fichten mit schwarzen Stämmen, deren mittlere höher ist.“ |
| Berg- und Universitätsstadt Clausthal-Zellerfeld |        | Die zum 1. Januar 2015 neugebildete Berg- und Universitätsstadt Clausthal-Zellerfeld führt das Wappen des Landkreises Zellerfeld fort: Schild: „In rot drei goldene Balken, überdeckt von dem Welfenroß (ein silbernes, springendes Pferd).“ Helm: „Über dem Schild ein (rechtssehender) Spangenhelm mit rot-goldener Helmdecke, daraus wachsend das Welfenroß, separat begleitet von silbern bestieltem Schlägel und Eisen.“ |
| Bergstadt Clausthal-Zellerfeld 1955–2015         |        | Angenommen durch den Rat der Bergstadt Clausthal-Zellerfeld am 25. November 1954, genehmigt durch den Regierungspräsidenten in Hildesheim an 20. Juni 1955: „In Rot ein silberner Bildstock, darin in Blau die Kreuzigungsgruppe mit silbernen Figuren und goldenem Kreuz; ihm unterlegt ein silberner Schlägel und ein silbernes Eisen mit goldenen Griffen in Schrägkreuzung, der Pfeiler überdeckt mit einem herschauenden goldenen Löwen.“ Zum 1. Januar 2015 wurde aus der Bergstadt Clausthal-Zellerfeld, der Bergstadt Altenau, der Bergstadt Wildemann und der Gemeinde Schulenberg im Oberharz die Berg- und Universitätsstadt Clausthal-Zellerfeld neu gebildet.                                                          |
| Bergstadt Clausthal-Zellerfeld 1934–1955         |        | Nachdem der Kreistag des Landkreises Zellerfeld 1929 beschlossen hat, das Zellerfelder Stadtwappen als Kreiswappen fortzuführen, beschloss am 3. August 1933 der Rat der 1924 neu gebildeten Bergstadt Clausthal-Zellerfeld, das Wappen von Clausthal für die Gesamtstadt anzunehmen, genehmigt durch das Preußische Staatsministerium am 30. Januar 1934: „In Blau ein brauner Bildstock, worin vor blauem Hintergrund eine silberne Kreuzigungsgruppe; dahinter schräggekreuzt Schlägel und Eisen schwarz mit silbernen Stielen; davor auf einem grünen Rasenstück ein schreitender herschauender goldener Löwe.“ |
| Kreisstadt Goslar                                |        | Wappen beruht auf Siegelführung seit 1345: „In Gold ein rot bewehrter schwarzer Adler.“ |
| Stadt Langelsheim                                |        | Beschlossen durch den Rat des damaligen Fleckens (Stadt seit 1951) Langelsheim im Frühjahr 1948, genehmigt durch den Niedersächsischen Minister des Innern am 3. Juni 1949: „In Grün über goldenem Hirschgeweih mit Grind ein silbernes Zahnrad, das mit einem silbernen Pickel und einem silbernen Spaten in Schrägkreuzung überdeckt ist.“ Die durch die Gebietsreform wesentlich vergrößerte Stadt führt es gemäß Ratsbeschluss vom 12. Dezember 1973 unverändert fort; Zeichnung Gustav Völker. |
| Gemeinde Liebenburg                              |        | Das von Philipp Schmidt entworfenen Wappen wurde beschlossen durch den Rat der zum 1. Juli 1972 neugebildeten Gemeinde Liebenburg am 20. März 1974, genehmigt durch den Verwaltungspräsidenten in Braunschweig am 31. Mai 1974: „Das Wappen zeigt, durch eine Zinne rot-gold geteilt, oben zwei Scharten, unten eine rote zehnblättrige Rosette.“ |
| Gemeinde Liebenburg 1960–1974                    |        | Das von Philipp Schmidt entworfenen Wappen wurde beschlossen durch den Rat der Gemeinde Liebenburg am 15. August 1960, genehmigt durch den Verwaltungspräsidenten in Braunschweig am 17. Oktober 1960: „.“ Zum 1. Juli 1972 schlossen sich die Gemeinden Dörnten, Groß Döhren, Heißum, Klein Döhren, Klein Mahner, Neuenkirchen, Ostharingen, Othfresen und Upen mit der bisherigen Gemeinde Liebenburg zur neugebildeten Gemeinde Liebenburg zusammen. Die seitherige Ortschaft Liebenburg führt das bisherige Gemeindewappen als Ortschaftswappen weiter. |
| Stadt Seesen                                     |        | Wappen beruht auf Siegelführung seit dem 15. Jahrhundert: „In Rot ein blau bewehrter goldener Löwe mit erhobener rechter Vorderpranke über einem goldenen Seerosenblatt.“ |

### Ehemalige Städte und Gemeinden
| Stadt oder Gemeinde  | Wappen | Kommentare |
| -------------------- | ------ | --- |
| Bergstadt Altenau    |        | Verliehen durch Herzog Christian von Braunschweig-Lüneburg-Celle am 30. Oktober 1617: „Im von Grün und Silber gespaltenen Schild drei braune Bärentatzen (1 : 2 angeordnet); die vordere hält ein schwarzes Eisen, die hintere einen ebensolchen Schlägel; die obere Tatze umklammert eine schwarze Wolfsangel.“ Zum 1. Januar 2015 wurde die ehemals freie Bergstadt Altenau in die Bergstadt Clausthal-Zellerfeld eingemeindet und bildet seitdem gemeinsam mit Schulenberg im Oberharz die Ortschaft Bergstadt Altenau-Schulenberg im Oberharz.                            |
| Gemeinde Astfeld     |        | Das von Philipp Schmidt entworfene Wappen wurde beschlossen durch den Rat der Gemeinde Astfeld am 3. Februar 1969 und genehmigt durch den Verwaltungspräsidenten in Braunschweig am 15. Oktober 1969: „In Gold zwei aneinandergelehnte schwarze Lilienäste.“ Zum 1. Juli 1972 wurde Astfeld in die Stadt Langelsheim eingemeindet. |
| Gemeinde Bilderlahe  |        | Beschlossen durch den Rat der Gemeinde Bilderlahe am 14. November 1951 und genehmigt durch den Niedersächsischen Minister des Innern am 5. März 1953: „In Rot ein schräglinksgestellter silberner Flug, überdeckt durch einen im Zinnenschnitt schwarz über gold geteilten Schräglinksbalken.“ Zum 1. Juli 1972 wurde Bilderlahe in die Stadt Seesen eingemeindet. |
| Gemeinde Bornhausen  |        | Das vom Staatsarchiv Wolfenbüttel entworfene und von Wilhelm Krieg gezeichnete Wappen wurde beschlossen durch den Rat der Gemeinde Bornhausen am 3. Februar 1969 und genehmigt durch den Verwaltungspräsidenten in Braunschweig am 10. Juli 1969: „In Blau ein schreitender goldener Steinbock über einem aus dem Schildfuß ragenden oberhalben Mühlrad.“ Zum 1. März 1974 wurde Bornhausen in die Stadt Seesen eingemeindet. |
| Gemeinde Bredelem    |        | Das von Arnold Rabbow entworfene Wappen wurde angenommen von der Bürgerschaft am 18. August 2002: „Im durch Wellenschnitt von Gold und Rot gespaltenen Schild ein Kreuz in verwechselten Farben.“ Zum 1. Juli 1972 wurde Bredelem in die Stadt Langelsheim eingemeindet. |
| Gemeinde Bündheim    |        | Das von Alfred Brecht entworfene Wappen wurde genehmigt 1966: „In Rot über dreiästigem silbernem Schlehenzweig mit beiderseits je zwei goldenen Früchten zwei gewendete, kämpfende, golden bewehrte silberne Hengste.“ Zum 1. Juli 1972 wurde Bündheim in die Stadt Bad Harzburg eingemeindet. |
| Gemeinde Buntenbock  |        | Genehmigt durch den Oberpräsidenten der Provinz Hannover am 19. November 1937: „.“ Zum 1. Juli 1972 wurde Buntenbock in die Bergstadt Clausthal-Zellerfeld eingemeindet. |
| Bergstadt Clausthal  |        | Wappen beruht auf Siegelführung seit dem 16. Jahrhundert, in der jetzigen Form festgelegt im 19. Jahrhundert: „In Blau auf grünem Rasen eine mit goldenem Kreuz bekrönte silberne Klause mit rotem Dach und der Kreuzigungsgruppe an der Stirnseite, vor der ein herschauender goldener Löwe liegt; hinter der Klause schräggekreuzt Schlägel und Eisen, schwarz mit braunen Stielen.“ Die 1554 zur „Freien Bergstadt“ erhobene Stadt Clausthal schloss sich im Jahr 1924 mit der benachbarten Kreisstadt Zellerfeld zur neuen Bergstadt Clausthal-Zellerfeld zusammen.       |
| Gemeinde Dörnten     |        | Das von Philipp Schmidt entworfene Wappen wurde genehmigt am 29. Dezember 1960: „.“ Zum 1. Juli 1972 schlossen sich die Gemeinden Dörnten, Groß Döhren, Heißum, Klein Döhren, Klein Mahner, Neuenkirchen, Ostharingen, Othfresen und Upen mit der bisherigen Gemeinde Liebenburg zur neugebildeten Gemeinde Liebenburg zusammen. |
| Gemeinde Groß Döhren |        | Das von Philipp Schmidt entworfene Wappen wurde angenommen durch den Rat der Gemeinde Groß Döhren am 4. Juli 1961 und genehmigt, durch den Verwaltungspräsidenten in Braunschweig am 12. Oktober 1961: „.“ Zum 1. Juli 1972 schlossen sich die Gemeinden Dörnten, Groß Döhren, Heißum, Klein Döhren, Klein Mahner, Neuenkirchen, Ostharingen, Othfresen und Upen mit der bisherigen Gemeinde Liebenburg zur neugebildeten Gemeinde Liebenburg zusammen. Die beiden bisherigen Gemeinde Groß Döhren und Klein Döhren bilden seitdem die beiden Ortsteile der Ortschaft Döhren. |
| Gemeinde Groß Rhüden |        | Eingeführt wohl in den 1930er Jahren, jedenfalls vor 1945: „In Gold drei rote Wolfsangeln (2:1).“ Zum 1. März 1974 wurden Groß Rhüden und Klein Rhüden in die Stadt Seesen eingemeindet und bilden seither gemeinsamden Stadtteil Rhüden. |
| Gemeinde Hahausen    |        | Das von Wilhelm Krieg entworfene Wappen wurde angenommen durch den Rat der Gemeinde Hahausen am 24. August 1976, genehmigt durch den Landkreis Gandersheim am 24. März 1977: „Geviert von Blau und Gold: Im ersten Feld ein sechsspeichiges Rad, im zweiten eine schägestellte Ähre, im dritten ein gestürztes schräggestelltes Eichenblatt und im vierten ein Krug, alle in gewechselten Farben.“ Zum 1. November 2021 wurde die Gemeinde Hahausen in die Stadt Langelsheim eingemeindet.                                                                                    |
| Gemeinde Hahndorf    |        | Genehmigt ????: „In Blau ein goldener Ständer mit einer Dreiblattspitze (Lebensbaum), belegt mit einer goldenen rechtsgewandten Windfahne in Form eines Hahnes.“ Zum 1. Juli 1972 wurde Hahndorf in die Kreisstadt Goslar eingemeindet. |
| Gemeinde Hahnenklee  |        | Genehmigt ????: „.“ Zum 1. Juli 1972 wurde Hahndorf in die Kreisstadt Goslar eingemeindet. |
| Gemeinde Herrhausen  |        | Genehmigt ????: „.“ Zum 1. Juli 1972 wurde Herrhausen in die Stadt Seesen eingemeindet. |
| Gemeinde Heißum      |        | Genehmigt ????: „.“ Zum 1. Juli 1972 schlossen sich die Gemeinden Dörnten, Groß Döhren, Heißum, Klein Döhren, Klein Mahner, Neuenkirchen, Ostharingen, Othfresen und Upen mit der bisherigen Gemeinde Liebenburg zur neugebildeten Gemeinde Liebenburg zusammen. |
| Gemeinde Hohegeiß    |        | Genehmigt ????: „In Blau ein golden bewehrter silberner Bock, der über einen grünen Dreiberg springt; im linken Obereck schwebt ein goldenes Tatzenkreuz.“ Zum 1. Juli 1972 wurde Hohegeiß in die Stadt Braunlage eingemeindet. |
| Gemeinde Ildehausen  |        | Das von Arnold Rabbow entworfene Wappen wurde durch den Ortsrat angenommen am 17 November 1999: „In Blau ein aufrechtes goldenes Schwert, aus dessen Griff beiderseits je zwei goldene Ähren wachsen.“ Zum 1. Juli 1972 wurde Ildehausen in die Stadt Seesen eingemeindet. |
| Gemeinde [[]]        |        | Genehmigt ????: „.“ |

Kreisstadt Goslar Ortsteil Immenrode
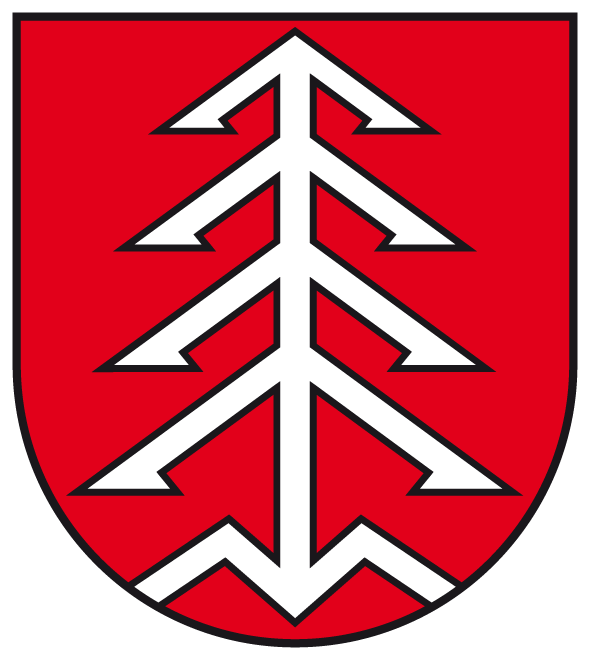
Kreisstadt Goslar Ortsteil Jerstedt
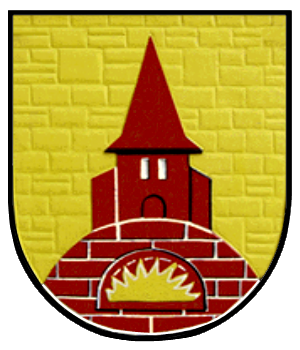
Stadt Seesen Ortsteil Kirchberg
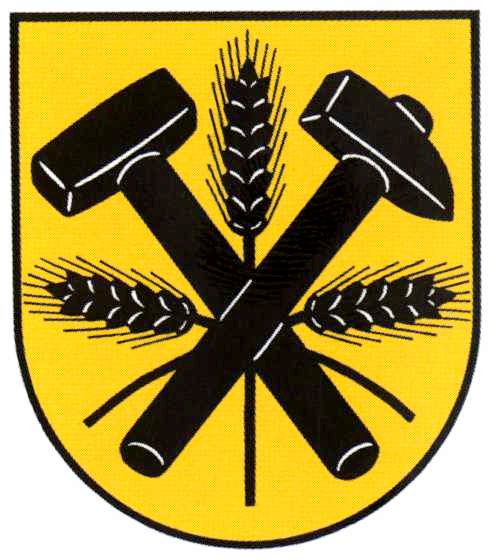
Gemeinde Liebenburg Ortsteil Klein Döhren
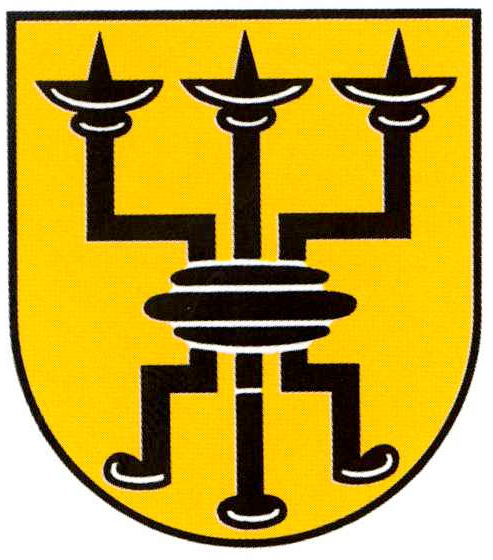
Gemeinde Liebenburg Ortsteil Klein Mahner
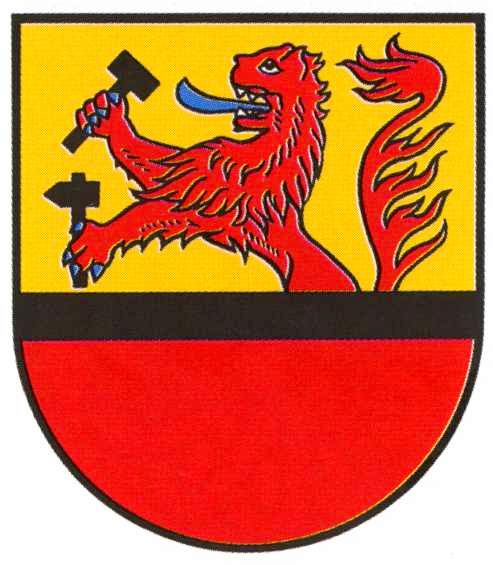
Stadt Langelsheim Ortsteil Lautenthal
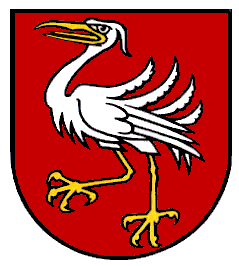
Kreisstadt Goslar Ortsteil Lengde
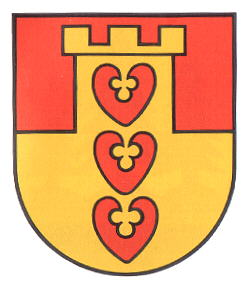
Gemeinde Liebenburg Ortsteil Liebenburg
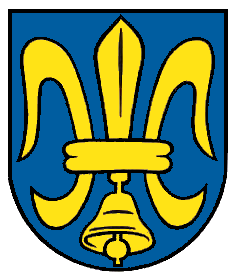
Kreisstadt Goslar Ortsteil Lochtum
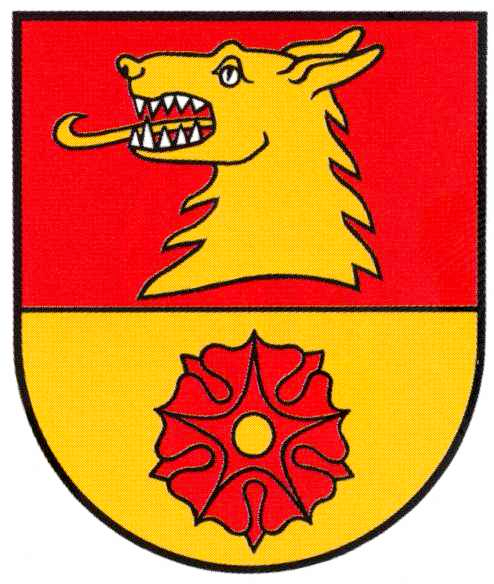
Stadt Langelsheim Ortsteil Lutter am Barenberge
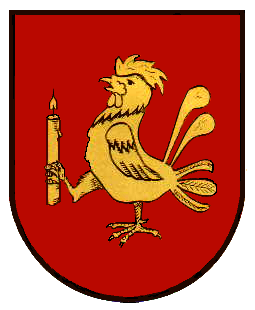
Stadt Seesen Ortsteil Mechtshausen
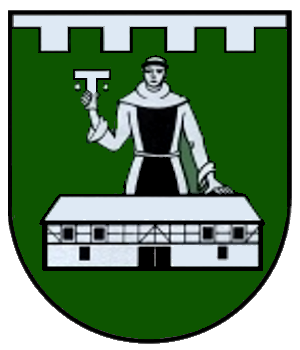
Stadt Seesen Ortsteil Münchehof
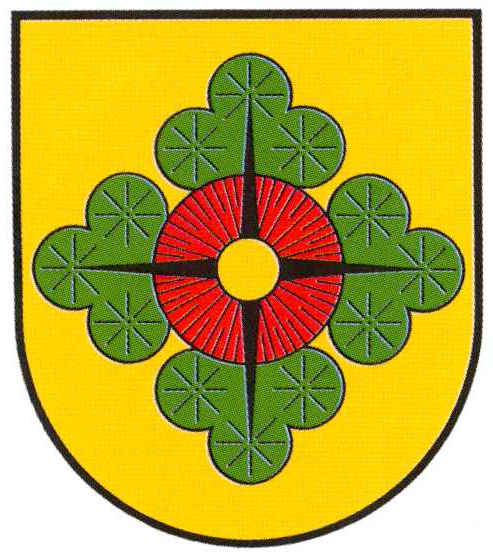
Gemeinde Liebenburg Ortsteil Neuenkirchen
Kreisstadt Goslar Ortsteil Oker[33]
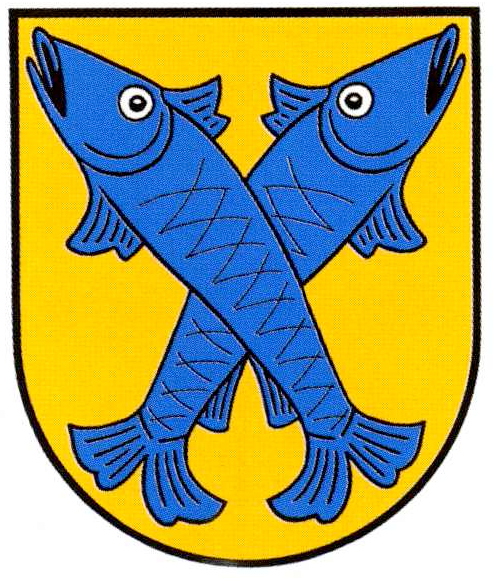
Gemeinde Liebenburg Ortsteil Ostharingen
Gemeinde Liebenburg Ortsteil Othfresen
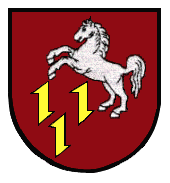
Stadt Seesen Ortsteil Rhüden
Stadt Braunlage Ortsteil Sankt Andreasberg[34]
Stadt Bad Harzburg Ortsteil Schlewecke
Berg- und Universitätsstadt Clausthal-Zellerfeld Ortsteil Schulenberg im Oberharz
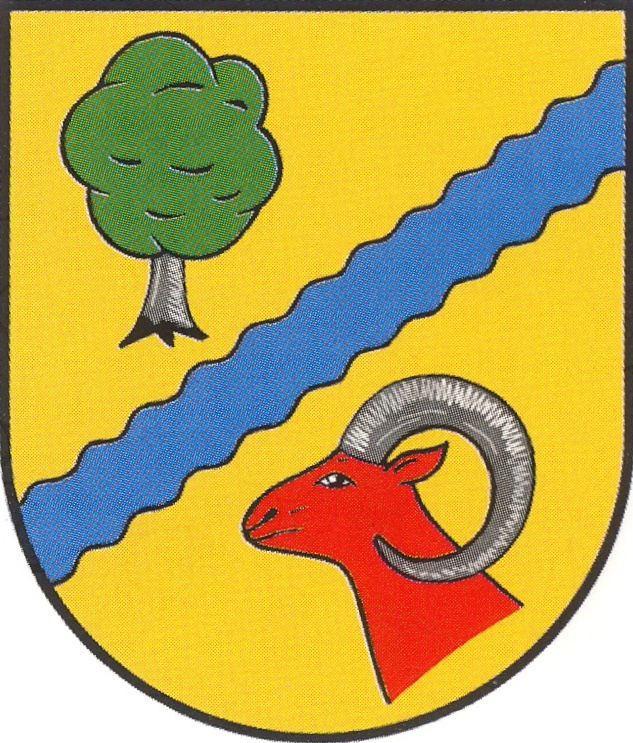
Gemeinde Liebenburg Ortsteil Upen
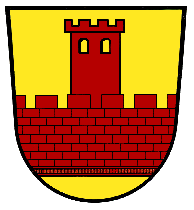
Stadt Vienenburg bis 1973
Kreisstadt Goslar Ortsteil Vienenburg
Stadt Langelsheim Ortsteil Wallmoden
Kreisstadt Goslar Ortsteil Weddingen
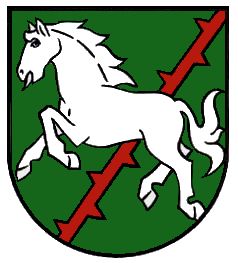
Kreisstadt Goslar Ortsteil Wennerode
Stadt Bad Harzburg Ortsteil Westerode
Kreisstadt Goslar Ortsteil Wiedelah
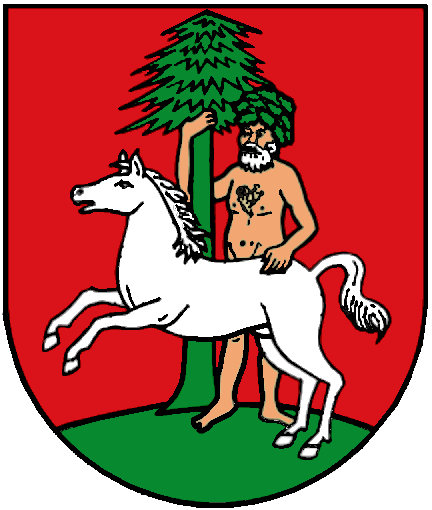
Berg- und Universitätsstadt Clausthal-Zellerfeld Ortsteil Wildemann
Kreisstadt Goslar Ortsteil Wöltingerode
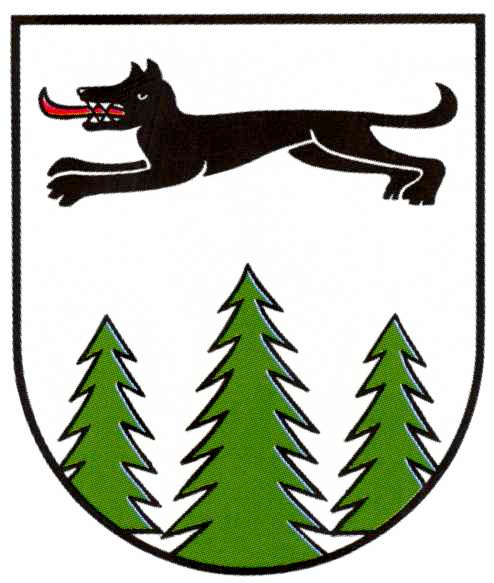
Stadt Langelsheim Ortsteil Wolfshagen im Harz
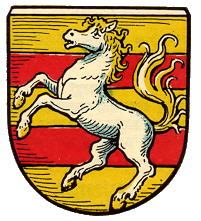
Berg- und Universitätsstadt Clausthal-Zellerfeld Ortsteil Zellerfeld